# ラブスタディゲーム (お笑いイベント)
ラブスタディゲームは、日本のお笑いイベントである。また、本ページでは派生関連イベントの「グルメスタディゲーム」や「Aスタディゲーム」等についても解説する。

## 概要
2012年1月27日開催の「企画ナイト6」内で行われた企画の「大好きチョイスナイト」からユーモアイベントで「ラブスタディゲーム」と名を変えて独立させたイベント。ラブスタディ以外にもグルメやバッファロー吾郎A自身を題材にしたイベントも行われた。

## 出演した事がある人物
- しずる村上
- バッファロー吾郎A
- せきしろ
- シソンヌ・じろう
- キングオブコメディ・高橋
- THE GEESE・高佐
- 明日花キララ
- ケンドーコバヤシ
- 麒麟・川島
- 千鳥・ノブ
- 椿鬼奴
- 森三中・黒沢
- ハリセンボン・箕輪
- 博多華丸・大吉・大吉
- NON STYLE・井上
- ザ・プラン9・お～い!久馬
- R藤本
- ロンドンブーツ1号2号・田村亮
- トータルテンボス・大村
- 天津・向
- はんにゃ・金田

## 開催履歴
| 日付           | 会場                   | イベント名                                          | 出演者・主な内容 |
| -------------- | ---------------------- | --------------------------------------------------- | --- |
| 2012年6月9日   | 下北沢OFF・OFFシアター | ラブスタディ～めざせ！恋愛マスター～                | ラブMC：しずる村上 優勝：ギターソロ高佐 バッファロー吾郎A せきしろ シソンヌ・じろう キングオブコメディ・高橋 「anan」編集 中西陽子                                                     |
| 2012年10月5日  | ルミネtheよしもと      | ラブスタディゲーム ～愛し合ってるかい？～           | ラブMC：しずる・村上 チョイスシンデレラ:明日花キララ オランウータン:バッファロー吾郎A 優勝：キングオブコメディ・高橋 博多華丸・大吉・大吉 NON STYLE・井上 THE GEESE・高佐              |
| 2013年2月8日   | 新宿ロフトプラスワン   | ラブスタディ・オールナイト                          | ラブMC：しずる・村上 優勝：THE GEESE・高佐 バッファロー吾郎A ザ・プラン9・お～い！久馬 せきしろ R藤本 キングオブコメディ・高橋 逆スタディも行われた                                    |
| 2013年3月2日   | ルミネtheよしもと      | ラブスタディゲーム～愛という名のもとに～            | ラブMC：バッファロー吾郎A チョイスシンデレラ:筆岡裕子（JJモデル） 優勝：NON STYLE・井上 博多華丸・大吉・大吉 ロンドンブーツ1号2号・田村亮 はんにゃ・金田                               |
| 2013年4月19日  | 新宿ロフトプラスワン   | グルメスタディゲーム                                | バッファロー吾郎A 優勝：せきしろ 博多華丸・大吉・大吉 しずる・村上 THE GEESE・高佐 キングオブコメディ・高橋 こやつタイム                                                               |
| 2013年4月26日  | ルミネtheよしもと      | ラブスタディゲーム～愛、おぼえていますか？～        | ラブMC：しずる・村上 チョイスシンデレラ:高橋ユウ 解説：バッファロー吾郎A 優勝：フルーツポンチ・村上 NON STYLE・井上 トータルテンボス・大村 麒麟・川島                                  |
| 2013年8月1日   | 新宿ロフトプラスワン   | グルメスタディゲーム                                | 優勝：フルーツポンチ・亘 バッファロー吾郎A せきしろ 麒麟・川島 ジューシーズ・赤羽 天津・向 THE GEESE・高佐                                                                             |
| 2013年8月25日  | ルミネtheよしもと      | ラブスタディゲーム～愛燦々～                        | ラブMC：しずる・村上 解説：バッファロー吾郎A 優勝：THE GEESE・高佐 ケンドーコバヤシ NON STYLE・井上 フルーツポンチ・村上                                                               |
| 2013年11月7日  | 新宿ロフトプラスワン   | Aスタディゲーム                                     | バッファロー吾郎A 優勝：麒麟・川島 せきしろ キングオブコメディ・高橋 THE GEESE しずる・村上                                                                                            |
| 2013年12月18日 | ルミネtheよしもと      | ラブスタディゲーム～愛は勝つ～                      | ラブMC：しずる・村上 解説：バッファロー吾郎A NON STYLE キングオブコメディ・高橋 千鳥・ノブ                                                                                             |
| 2014年2月24日  | 新宿ロフトプラスワン   | Aスタディゲーム2                                    | オープニングで「バッファロー吾郎A襲名披露興行大喜利十番勝負」の映像を流した。 バッファロー吾郎A 優勝：せきしろ R藤本 麒麟・川島 THE GEESE・高佐 ニューヨーク ラバーガール・飛永        |
| 2014年3月17日  | ルミネtheよしもと      | ラブスタディゲーム～愛コトバ～                      | ラブMC：しずる・村上 解説：バッファロー吾郎A NON STYLE フルーツポンチ・村上 アルコ&ピース・平子                                                                                        |
| 2014年5月21日  | 新宿ロフトプラスワン   | Aスタディゲーム3                                    | バッファロー吾郎A 優勝：キングオブコメディ・高橋 せきしろ 麒麟・川島 キングオブコメディ・高橋 ラバーガール・飛永 シソンヌ・じろう 椿鬼奴 ハリウッドザコシショウ ゲーム「ザ・スプーン」 |
| 2014年6月17日  | ルミネtheよしもと      | ラブスタディゲーム～愛される花 愛されぬ花～         | ラブMC：しずる 村上 解説：バッファロー吾郎A 優勝：博多華丸・大吉・大吉 NON STYLE・井上 キングオブコメディ・高橋 博多華丸・大吉・大吉 カラテカ・入江                                    |
| 2014年9月24日  | よしもと無限大ホール   | ラブスタディゲーム～愛の弾丸～                      | ラブMC：しずる・村上 解説：バッファロー吾郎A チョイスシンデレラ：丸高愛実 優勝：ベイビーギャング・北見 NON STYLE・井上 ニューヨーク・屋敷 フルーツポンチ・村上 ベイビーギャング・北見  |
| 2014年10月2日  | 新宿ロフトプラスワン   | Aスタディゲーム4                                    | バッファロー吾郎A 優勝：THE GEESE・高佐 せきしろ 麒麟・川島 ラバーガール・飛永 鬼ヶ島・おおかわら ザブングル・加藤 こやつタイム キングオブコメディ・高橋                               |
| 2014年11月30日 | よしもと無限大ホール   | ラブスタディゲーム～愛をぬりつぶせ～                | ラブMC：しずる・村上 解説：バッファロー吾郎A チョイスプリンス：ベイビーギャング・北見 森三中・黒沢 ハリセンボン・箕輪 スパイク・松浦 こやつタイム                                      |
| 2016年2月15日  | 新宿ロフトプラスワン   | ラブスタディゲーム～愛をからだに吹き込んで～        | バッファロー吾郎A しずる・村上 フルーツポンチ・村上 ザギース・高佐 |
| 2016年9月20日  | 新宿ロフトプラスワン   | ラブスタディゲーム2016～愛愛オイッスル～            | バッファロー吾郎A せきしろ THE GEESE・高佐 アジアン・馬場園 ザ・プラン9・お~い!久馬 野性爆弾・くっきー 鬼ヶ島・アイアム野田                                                            |
| 2017年2月14日  | 新宿ロフトプラスワン   | バレンタインSP「高佐スタディゲーム」                | ザギース・高佐 THE GEESE・尾関 鬼ヶ島・アイアム野田 ライス・関町 しずる・村上 竹中夏海 せきしろ                                                                                        |
| 2017年4月24日  | 新宿ロフトプラスワン   | すいているのに相席5直前SP「ザ・ギース尾関スタディ」 | バッファロー吾郎A THE GEESE・高佐 ザギース・尾関 山脇唯 や団・本間キッド せきしろ 鬼ヶ島・アイアム野田 R藤本                                                                           |
| 2017年6月6日   | 新宿ロフトプラスワン   | ラブスタディゲーム 〜愛して〜                       | バッファロー吾郎A THE GEESE・高佐 ラバーガール・飛永 ラブレターズ・溜口 せきしろ |
| 2017年8月16日  | 新宿ロフトプラスワン   | 山脇唯スタディ                                      | バッファロー吾郎A THE GEESE・高佐 山脇唯 鬼ヶ島・アイアム野田 や団・本間キッド 高田郁恵 佐藤貴史 しずる・村上 せきしろ                                                                 |
| 2018年6月11日  | 新宿ロフトプラスワン   | lyrical school minanスタディゲーム                  | minan キムヤスヒロ risano yuu バッファロー吾郎A 山脇唯 ラブレターズ・溜口 や団・本間キッド せきしろ 竹中夏海 しずる・村上                                                              |
| 2019年6月3日   | ネイキッドロフト       | Aスタディゲーム～3年バ吾A組～                       | 優勝：R藤本 THE GEESE・高佐 せきしろ バッファロー吾郎A |
| 2020年1月26日  | 新宿ロフトプラスワン   | しずる村上スタディ                                  | 優勝：ザギース・高佐 しずる・村上 バッファロー吾郎A せきしろ R藤本 ラブレターズ・溜口 鬼ヶ島・アイアム野田 ピース・又吉                                                                |